# ウィックリフ中学校銃撃事件
ウィックリフ中学校銃撃事件（ウィックリフちゅうがっこうじゅうげきじけん）は、1994年11月7日にアメリカ合衆国・オハイオ州ウィックリフ (オハイオ州)にあるウィックリフ中学校 (Wickliffe Middle School) で発生した学校銃撃事件である。
実行犯は、キース・A・レジャー（Keith A. Ledeger、当時37歳）でかつてはウィックリフ中学校の生徒であり、事件当時はアルコール依存症で苦しんでいた。
キースは12ゲージの散弾銃で武装し、守衛のピーター・クリストファー（Pete Christopher）を射殺したほか、警察官のレオナルド・ノッセ (Leonard Nosse) に取り押さえられるまでの間、教頭・警察官・二人の教師にけがを負わせた。
その後、キースには懲役57年が言い渡され、刑務所内で死亡した。
なお、事件当時、学校に立ち入ろうとするキースの姿が、事件現場近くの銀行で工事をしていた工事作業員によって目撃されていた。工事作業員は、キースが学校に入る前に911に通報していたため、犠牲者の数は多くはなかった。 